# Rectoria de Bell-lloc d'Urgell
La Rectoria de Bell-lloc d'Urgell és un monument del municipi de Bell-lloc d'Urgell a la comarca del Pla d'Urgell, protegit com a bé cultural d'interès local.

## Descripció
Edifici de planta rectangular construït aprofitant elements constructius de l'església vella. Façana de pedra amb motius decoratius destacables: la finestra geminada. La part superior té un fris dividit cinc parts separades per arcuacions lobulades i petites columnes. A l'interior es disposen rostres humans i un motiu central desgastat, tot i que podia eludir a motius vegetals. L'obertura de la zona central està emmarcada per un fris vegetal superior i dos emblemes heràldics tancats dins de quadrilòbuls, que refereixen a la família Culleré  o Cullerés, present a Bell-lloc d’Urgell en els fogatges de 1497 i 1553. Escriu Joan Gassó: «L’element nque  permet  identificar l’heràldica està duplicat i no és gaire comú. Després de descartar figues, peres, carbasses i altres opcions, aposto per dues culleres o cullerots.»
A la part baixa d'aquesta obertura, una peanya, indica que temps ençà hi devia haver alguna imatge. La porta, adovellada, està protegida per una cornisa triangular a manera de guardapols.

## Història
Fou seu de l'església provisional de la població d'ençà que el primer temple fou destruït a la primeria de la guerra civil el 1936. Aquesta activitat es mantingué fins a l'any 1952 quan es va inaugurar el temple actual. Aquest edifici fou beneït el 1942 i es va aprofitar les runes del temple primitiu per a construir-lo, almenys fins al 1r pis que després seria la rectoria. La resta es feu amb totxos dins la teulada. La façana és totalment de pedra i les pedres de la porta són de l'església primitiva. La rectoria primitiva tocava al temple primitiu. Aquesta ja existia el 1716, però anys després, segons les vistes pastorals, s'ensorrà. L'any 1738 ja en tenien una nova que fou destruïda, juntament amb el temple, a la Guerra Civil. El 3 de maig de 1940 es proposà construir la rectoria al pis superior de l'església provisional. Com que la població ja disposava d'un nou temple parroquial, l'actual, aquesta edificació fou habilitada com a centre d'Acció Catòlica i després com a bar. Actualment i d'ençà 1992 quan va deixar de ser bar, depèn de la parròquia.